# Çò de Peiròt
Çò de Peiròt és una obra de Betren al municipi de Vielha e Mijaran (Vall d'Aran) inclosa a l'Inventari del Patrimoni Arquitectònic de Catalunya.

## Descripció
Conjunt d'edificis que respon a la tipologia d'habitatge. A través d'un gran portal s'accedeix al pati i altres construccions destinades al bestiar. Aquest gran portal, amb porta de dues fulles de fusta, presenta el muntant esquerre resolt amb grans blocs de pedra, ornats amb una motllura esbiaixada, i al capdamunt una llinda monolítica que duu la següents inscripció SANS [monograma de Crist esquemàticament coronoa d'espines i els tres claus del martiri] Nº FRº Mº (paredada)// I B[arto]M[eu]. ANTON.SA [1]a.RECTOR.Y.PETRE.SALA.A4 De (paredada)//Damunt de la porta d'accés a l'habitatge hi ha encasatda en la paret una pedra circular amb la vora soguejada i l'espai partit.En la part superior sembla llegir-se la data 1551,ie en la part inferior la següent llegenda en lletra minúscula: PA [u] DE LA //SALA.

## Història
El cognom Sala surt en els primers registres del segle xiv repartit per tota la Val, atès que la "sala" designava un edifici important. Martí de Sala prevere i cònsol d'Arties (1313); en el qüestionari Zamora trobem que el comú d'Arties tenia la seu en un edifici molt antic que hom anomenava la sala (1789). De fet als segles XVII i XVIII els Sala de Vielha sobresortien com a notaris, cirurgians i apotecaris